# Felinia filipalpis
Felinia filipalpis là một loài bướm đêm trong họ Erebidae.